# Prêmio Saturno de melhor ator coadjuvante em cinema
Esta é uma lista das vencedores do Prêmio Saturno de melhor ator coadjuvante em um filme..
Notas:
- "†" indica um Oscar pelo mesmo trabalho.
- "‡" indica uma nomeação ao Oscar pelo mesmo trabalho.

## Vencedores
| Ano       | Ator                    | Longa-metragem              |
| --------- | ----------------------- | --------------------------- |
| 1974/1975 | Marty Feldman           | Young Frankenstein          |
| 1976      | Jay Robinson            | Train Ride to Hollywood     |
| 1977      | Alec Guinness ‡         | Star Wars                   |
| 1978      | Burgess Meredith        | Magic                       |
| 1979      | Arte Johnson            | Love at First Bite          |
| 1980      | Scatman Crothers        | The Shining                 |
| 1981      | Burgess Meredith        | Clash of the Titans         |
| 1982      | Richard Lynch           | The Sword and the Sorcerer  |
| 1983      | John Lithgow            | Twilight Zone: The Movie    |
| 1984      | Tracey Walter           | Repo Man                    |
| 1985      | Roddy McDowall          | Fright Night                |
| 1986      | Bill Paxton             | Aliens                      |
| 1987      | Richard Dawson          | The Running Man             |
| 1988      | Robert Loggia           | Big                         |
| 1989/90   | Thomas F. Wilson        | Back to the Future Part III |
| 1991      | William Sadler          | Bill & Ted's Bogus Journey  |
| 1992      | Robin Williams          | Aladdin                     |
| 1993      | Lance Henriksen         | Hard Target                 |
| 1994      | Gary Sinise ‡           | Forrest Gump                |
| 1995      | Brad Pitt ‡             | 12 Monkeys                  |
| 1996      | Brent Spiner            | Star Trek: First Contact    |
| 1997      | Vincent D'Onofrio       | Men in Black                |
| 1998      | Ian McKellen            | Apt Pupil                   |
| 1999      | Michael Clarke Duncan ‡ | The Green Mile              |

## Década de 2000
| Ano  | Vencedores e Indicados   | Filme                                                  | Personagem                          |
| ---- | ------------------------ | ------------------------------------------------------ | ----------------------------------- |
| 2000 | Willem Dafoe ‡           | Shadow of the Vampire                                  | Max Schreck                         |
| 2000 | Jason Alexander          | The Adventures of Rocky and Bullwinkle                 | Boris Badenov                       |
| 2000 | Dennis Quaid             | Frequency                                              | Frank Sullivan                      |
| 2000 | Giovanni Ribisi          | The Gift                                               | Buddy Cole                          |
| 2000 | Will Smith               | The Legend of Bagger Vance                             | Bagger Vance                        |
| 2000 | Patrick Stewart          | X-Men                                                  | Professor Charles Xavier            |
| 2001 | Ian McKellen ‡           | The Lord of the Rings: The Fellowship of the Ring      | Gandalf                             |
| 2001 | Robbie Coltrane          | Harry Potter and the Philosopher's Stone               | Rubeus Hagrid                       |
| 2001 | Mark Dacascos            | Le Pacte des loups (Brotherhood of the Wolf)           | Mani                                |
| 2001 | Eddie Murphy             | Shrek                                                  | Burro (voz)                         |
| 2001 | Jeremy Piven             | Serendipity                                            | Dean Kansky                         |
| 2001 | Tim Roth                 | Planet of the Apes                                     | General Thade                       |
| 2002 | Andy Serkis              | The Lord of the Rings: The Two Towers                  | Gollum                              |
| 2002 | Ralph Fiennes            | Red Dragon                                             | Francis Dolarhyde                   |
| 2002 | Tom Hardy                | Star Trek Nemesis                                      | Preator Shinzon                     |
| 2002 | Toby Stephens            | Die Another Day                                        | Gustav Graves                       |
| 2002 | Max von Sydow            | Minority Report                                        | Diretor Lamar Burgess               |
| 2002 | Robin Williams           | Insomnia                                               | Walter Finch                        |
| 2003 | Sean Astin               | The Lord of the Rings: The Return of the King          | Samwise "Sam" Gamgee                |
| 2003 | Ian McKellen             | The Lord of the Rings: The Return of the King          | Gandalf                             |
| 2003 | Andy Serkis              | The Lord of the Rings: The Return of the King          | Gollum                              |
| 2003 | Sonny Chiba              | Kill Bill (Volume 1)                                   | Hattori Hanzō                       |
| 2003 | Geoffrey Rush            | Pirates of the Caribbean: The Curse of the Black Pearl | Capitão Hector Barbossa             |
| 2003 | Ken Watanabe ‡           | The Last Samurai                                       | Lorde Moritsugu Katsumoto           |
| 2004 | David Carradine          | Kill Bill (Volume 2)                                   | Bill                                |
| 2004 | Alfred Molina            | Spider-Man 2                                           | Dr. Otto Octavius / Dr. Octopus     |
| 2004 | Gary Oldman              | Harry Potter and the Prisoner of Azkban                | Sirius Black                        |
| 2004 | Giovanni Ribisi          | Sky Captain and the World of Tomorrow                  | Dex                                 |
| 2004 | Liev Schreiber           | The Manchurian Candidate                               | Raymond Shaw                        |
| 2004 | John Turturro            | Secret Window                                          | John Shooter                        |
| 2005 | Mickey Rourke            | Sin City                                               | Marv                                |
| 2005 | William Hurt ‡           | A History of Violence                                  | Richie Cusack                       |
| 2005 | Val Kilmer               | Kiss Kiss Bang Bang                                    | Gay Perry                           |
| 2005 | Ian McDiarmid            | Star Wars Episode III: Revenge of the Sith             | Chanceler Palpatine / Darth Sidious |
| 2005 | Cillian Murphy           | Red Eye                                                | Jackson Rippner                     |
| 2005 | Liam Neeson              | Batman Begins                                          | Ra's al Ghul                        |
| 2006 | Ben Affleck              | Hollywoodland                                          | George Reeves                       |
| 2006 | Kelsey Grammer           | X-Men: The Last Stand                                  | Dr. Hank McCoy / Fera               |
| 2006 | Philip Seymour Hoffman   | Mission Impossible III                                 | Owen Davian                         |
| 2006 | Sergi López              | El laberinto del fauno (Pan's Labyrinth)               | Capitão Vidal                       |
| 2006 | James Marsden            | Superman Returns                                       | Richard White                       |
| 2006 | Bill Nighy               | Pirates of the Caribbean: Dead Man's Chest             | Davy Jones                          |
| 2007 | Javier Bardem †          | No Country for Old Men                                 | Anton Chigurh                       |
| 2007 | Ben Foster               | 3:10 to Yuma                                           | Charlie Prince                      |
| 2007 | James Franco             | Spider-Man 3                                           | Harry Osborn                        |
| 2007 | Justin Long              | Live Free or Die Hard                                  | Matthew "Matt" Farrell              |
| 2007 | Alan Rickman             | Sweeney Todd: The Demon Barber of Fleet Street         | Juiz Turpin                         |
| 2007 | David Wenham             | 300                                                    | Dilios                              |
| 2008 | Heath Ledger † (póstumo) | The Dark Knight                                        | O Coringa                           |
| 2008 | Jeff Bridges             | Iron Man                                               | Obadiah Stane / Monge de Ferro      |
| 2008 | Aaron Eckhart            | The Dark Knight                                        | Harvey Dent / Duas-Caras            |
| 2008 | Woody Harrelson          | Transsiberian                                          | Roy                                 |
| 2008 | Shia LaBeouf             | Indiana Jones and the Kingdom of the Crystal Skull     | Mutt Williams / Henry Jones III     |
| 2008 | Bill Nighy               | Valkyrie                                               | General Friedrich Olbricht          |
| 2009 | Stephen Lang             | Avatar                                                 | Coronel Miles Quaritch              |
| 2009 | Woody Harrelson          | Zombieland                                             | Tallahassee                         |
| 2009 | Frank Langella           | The Box                                                | Arlington Steard                    |
| 2009 | Jude Law                 | Sherlock Holmes                                        | Dr. John Watson                     |
| 2009 | Stanley Tucci ‡          | The Lovely Bones                                       | George Harvey                       |
| 2009 | Christoph Waltz †        | Inglourious Basterds                                   | Coronel Hans Landa                  |

## Década de 2010
| Ano     | Vencedores e Indicados | Filme                                         | Personagem                           |
| ------- | ---------------------- | --------------------------------------------- | ------------------------------------ |
| 2010    | Andrew Garfield        | Never Let Me Go                               | Tommy                                |
| 2010    | Christian Bale †       | The Fighter                                   | Dicky Ecklund                        |
| 2010    | Tom Hardy              | Inception                                     | Eames                                |
| 2010    | Garrett Hedlund        | Tron: Legacy                                  | Sam Flynn                            |
| 2010    | John Malkovich         | Red                                           | Marvin Boggs                         |
| 2010    | Mark Ruffalo           | Shutter Island                                | Chuck Aule                           |
| 2011    | Andy Serkis            | Rise of the Planet of the Apes                | Caesar                               |
| 2011    | Ralph Fiennes          | Harry Potter and the Deathly Hallows – Part 2 | Lord Voldemort                       |
| 2011    | Alan Rickman           | Harry Potter and the Deathly Hallows – Part 2 | Severus Snape                        |
| 2011    | Harrison Ford          | Cowboys & Aliens                              | Coronel Woodrow Dolarhyde            |
| 2011    | Tom Hiddleston         | Thor                                          | Loki                                 |
| 2011    | Stanley Tucci          | Captain America: The First Avenger            | Abraham Erskine                      |
| 2012    | Clark Gregg            | The Avengers                                  | Phil Coulson                         |
| 2012    | Javier Bardem          | Skyfall                                       | Raoul Silva                          |
| 2012    | Michael Fassbender     | Prometheus                                    | David                                |
| 2012    | Joseph Gordon-Levitt   | The Dark Knight Rises                         | Robin John Blake                     |
| 2012    | Ian McKellen           | The Hobbit: An Unexpected Journey             | Gandalf                              |
| 2012    | Christoph Waltz †      | Django Unchained                              | Dr. King Schultz                     |
| 2013    | Ben Kingsley           | Iron Man 3                                    | Trevor Slaterry / Mandarim           |
| 2013    | Daniel Brühl           | Rush                                          | Niki Lauda                           |
| 2013    | George Clooney         | Gravity                                       | Matt Kowalski                        |
| 2013    | Benedict Cumberbatch   | Star Trek Into Darkness                       | Khan Noonien Singh                   |
| 2013    | Harrison Ford          | Ender's Game                                  | Coronel Graff                        |
| 2013    | Tom Hiddleston         | Thor: The Dark World                          | Loki                                 |
| 2013    | Bill Nighy             | About Time                                    | Pai                                  |
| 2014    | Richard Armitage       | The Hobbit: The Battle of the Five Armies     | Thorin II Escudo de Carvalho         |
| 2014    | Josh Brolin            | Inherent Vice                                 | Christian "Bigfoot" Bjornsen         |
| 2014    | Samuel L. Jackson      | Captain America: The Winter Soldier           | Nick Fury                            |
| 2014    | Anthony Mackie         | Captain America: The Winter Soldier           | Sam Wilson / Falcão                  |
| 2014    | Andy Serkis            | Dawn of the Planet of the Apes                | Caesar                               |
| 2014    | J.K. Simmons †         | Whiplash                                      | Terrence Fletcher                    |
| 2015    | Adam Driver            | Star Wars: Episode VII — The Force Awakens    | Kylo Ren                             |
| 2015    | Paul Bettany           | Avengers: Age of Ultron                       | J.A.R.V.I.S. e Visão                 |
| 2015    | Michael Douglas        | Ant-Man                                       | Hank Pym                             |
| 2015    | Walton Goggins         | The Hateful Eight                             | Xerife Chris Mannix                  |
| 2015    | Simon Pegg             | Mission: Impossible – Rogue Nation            | Benji Dunn                           |
| 2015    | Michael Shannon        | 99 Homes                                      | Rick Carver                          |
| 2016    | John Goodman           | 10 Cloverfield Lane                           | Howard Stambler                      |
| 2016    | Chadwick Boseman       | Captain America: Civil War                    | T'Challa / Pantera Negra             |
| 2016    | Dan Fogler             | Fantastic Beasts and Where to Find Them       | Jacob Kowalski                       |
| 2016    | Diego Luna             | Rogue One: A Star Wars Story                  | Cassian Andor                        |
| 2016    | Zachary Quinto         | Star Trek Beyond                              | Comandante Spock                     |
| 2016    | Christopher Walken     | The Jungle Book                               | Rei Louie                            |
| 2017    | Patrick Stewart        | Logan                                         | Professor Charles Xavier             |
| 2017    | Harrison Ford          | Blade Runner 2049                             | Rick Deckard                         |
| 2017    | Michael B. Jordan      | Black Panther                                 | N'Jadaka / Erik "Killmonger" Stevens |
| 2017    | Michael Keaton         | Spider-Man: Homecoming                        | Adrian Toomes / Abutre               |
| 2017    | Chris Pine             | Wonder Woman                                  | Steve Trevor                         |
| 2017    | Michael Rooker         | Guardians of the Galaxy Vol. 2                | Yondu                                |
| 2017    | Bill Skarsgård         | It                                            | Pennywise                            |
| 2018-19 | Josh Brolin            | Avengers: Endgame                             | Thanos                               |
| 2018-19 | Jeremy Renner          | Avengers: Endgame                             | Clint Barton / Gavião Arqueiro       |
| 2018-19 | John Lithgow           | Pet Sematary                                  | Jud Crandall                         |
| 2018-19 | Lin-Manuel Miranda     | Mary Poppins Returns                          | Jack                                 |
| 2018-19 | Lewis Pullman          | Bad Times at the El Royale                    | Miles Miller                         |
| 2018-19 | Will Smith             | Aladdin                                       | Gênio                                |
| 2018-19 | Steven Yeun            | Burning                                       | Ben                                  |
| 2019-20 | Bill Hader             | It Chapter Two                                | Richie Tozier                        |
| 2019-20 | Chris Evans            | Knives Out                                    | Hugh Ransom Drysdale                 |
| 2019-20 | Donnie Yen             | Mulan                                         | Comandante Tung                      |
| 2019-20 | Robert Pattinson       | Tenet                                         | Neil                                 |
| 2019-20 | Adam Driver            | Star Wars: The Rise of Skywalker              | Kylo Ren                             |
| 2019-20 | Ian McDiarmid          | Star Wars: The Rise of Skywalker              | Imperador Palpatine                  |

## Década de 2020
| Ano     | Vencedores e Indicados | Filme                                       | Personagem                     |
| ------- | ---------------------- | ------------------------------------------- | ------------------------------ |
| 2021-22 | Ke Huy Quan †          | Everything Everywhere All at Once           | Waymond Wang                   |
| 2021-22 | Paul Dano              | The Batman                                  | Edward Nashton / Charada       |
| 2021-22 | Colin Farrell          | The Batman                                  | Oswald Cobblepot / Pinguim     |
| 2021-22 | Ethan Hawke            | The Black Phone                             | O Sequestrador                 |
| 2021-22 | Richard Jenkins        | Nightmare Alley                             | Ezra Grindle                   |
| 2021-22 | Alfred Molina          | Spider-Man: No Way Home                     | Otto Octavius / Doutor Octopus |
| 2021-22 | Benedict Wong          | Doctor Strange in the Multiverse of Madness | Wong                           |
| 2022-23 | Nicolas Cage           | Renfield                                    | Conde Drácula                  |
| 2022-23 | Ryan Gosling ‡         | Barbie                                      | Ken                            |
| 2022-23 | Michael Keaton         | The Flash                                   | Batman / Bruce Wayne           |
| 2022-23 | Robert Downey Jr. †    | Oppenheimer                                 | Lewis Strauss                  |
| 2022-23 | Mads Mikkelsen         | Indiana Jones and the Dial of Destiny       | Jürgen Voller                  |
| 2022-23 | Stephen Lang           | Avatar: The Way of Water                    | Miles Quaritch                 |
| 2023-24 | Hugh Jackman           | Deadpool & Wolverine                        | Logan / Wolverine              |
| 2023-24 | Josh Brolin            | Dune: Part Two                              | Gurney Halleck                 |
| 2023-24 | Austin Butler          | Dune: Part Two                              | Feyd-Rautha Harkonnen          |
| 2023-24 | Nicolas Cage           | Longlegs                                    | Dale Kobble / Longlegs         |
| 2023-24 | Willem Dafoe           | Beetlejuice Beetlejuice                     | Wolf Jackson                   |
| 2023-24 | David Jonsson          | Alien: Romulus                              | Andy                           |
| 2023-24 | Owen Teague            | Kingdom of the Planet of the Apes           | Noa                            |